# 뤼시앙 뮈예르
뤼시앙 뮈예르-슈미(프랑스어: Lucien Muller-Schmidt, 1934년 9월 3일, 알자스 지방 비슈위예르 ~)는 프랑스의 전 축구 선수이자 감독으로, 현역 선수 시절 미드필더로 활약했다.
그는 1966년 FIFA 월드컵에 참가한 프랑스 국가대표팀의 일원이었지만 단 한 경기도 출전하지 못했다.